# نقابة الكتاب الأمريكية الشرقية
نقابة الكتاب الأمريكية الشرقية (بالإنجليزية: The Writers Guild of America, East)‏ واختصارًا: (بالإنجليزية: WGAE)‏؛ هي نقابة عمالية أمريكية، تمثل كُتّاب الأفلام، التلفزيون، والإذاعة، وتتبع نقابة الكتاب الأمريكية الغربية. تدير النقابتان مهرجان جوائز نقابة الكتاب الأمريكية (بالإنجليزية: The Writers Guild of America Awards)‏. والنقابة عضو في الاتحاد الدولي للصحفيين، و الرابطة الدولية لنقابات الكتاب (بالإنجليزية: International Affiliation of Writers Guilds)‏.
شُكّلت النقابة في العام 1951، ويقع مقرها في مدينة نيويورك، ويرأسها كاتب السيناريو بو ويليمون (بالإنجليزية: Beau Willimon)‏، وتضم حوالي الأربعة آلاف عضو، وذلك حسب بيانات العام 2014.